# Palacio de Congresos de Albacete
El Palacio de Congresos de Albacete es un centro de convenciones y ferias situado en la ciudad española de Albacete.
El moderno complejo de vidrio en forma de prisma, inaugurado en 2007, es obra del estudio de arquitectura Frechilla & López-Peláez. Está situado en una de las zonas empresariales e industriales más importantes de Albacete: el Parque Empresarial Campollano.

## Historia
La primera piedra del Palacio de Congresos de Albacete fue colocada por el presidente de Castilla-La Mancha José Bono en 2002. Tras más de cuatro años de obras, el edificio fue inaugurado por el presidente de Castilla-La Mancha José María Barreda el 18 de abril de 2007, quien destacó su importancia para el turismo de negocios de la región.

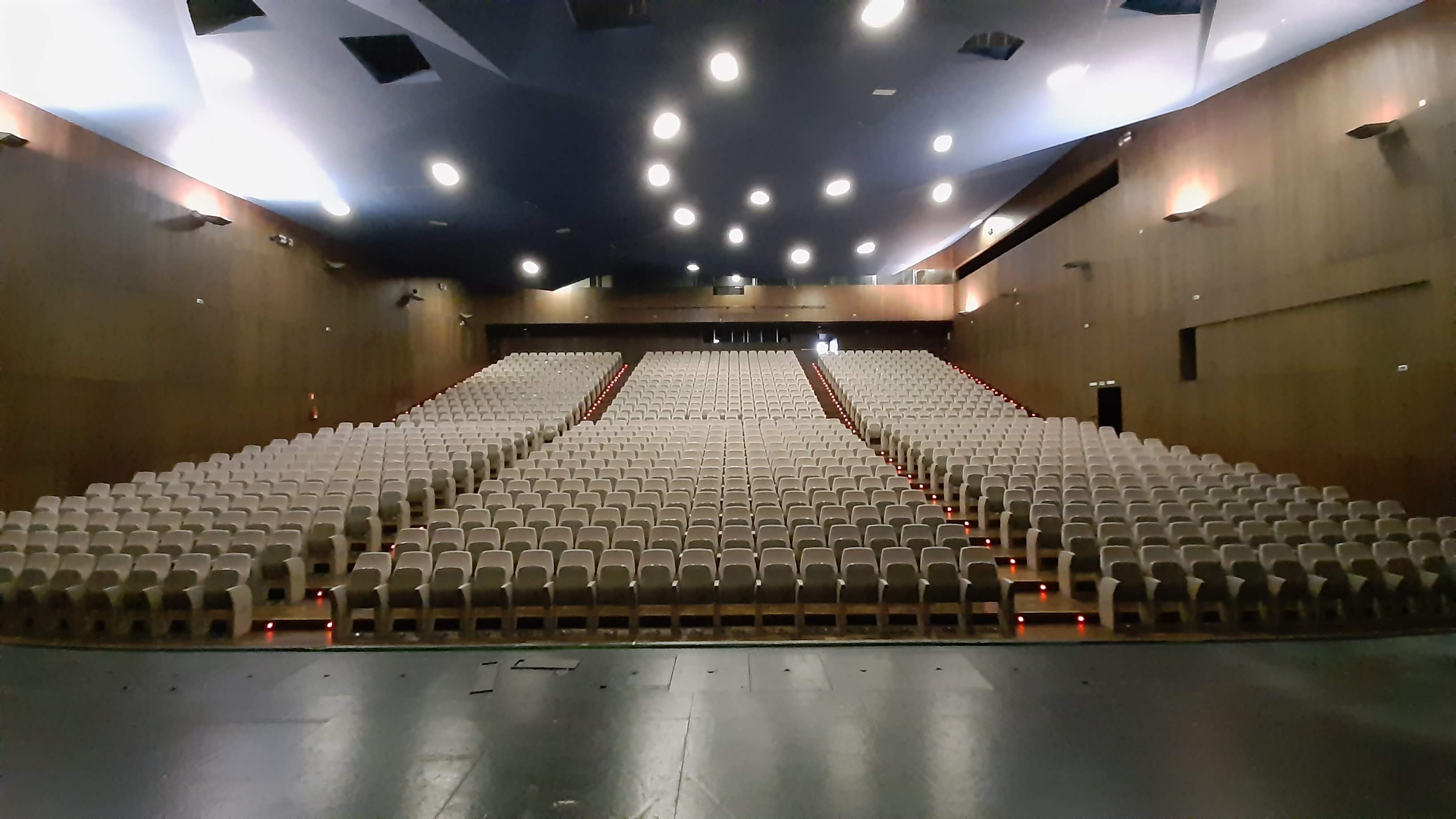
Sala principal del Palacio de Congresos de Albacete, con capacidad para 1200 personas

El primer evento que acogió fue el Congreso Mundial de Educación de la Infancia para la Paz, organizado por la Asociación Mundial de Educadores Infantiles.
En 2016 fue la sede del acto central de la celebración del Día Mundial de la Cruz Roja y de la Media Luna Roja en España con la presencia de la reina Letizia, donde se entregaron los Premios de la Cruz Roja.

## Arquitectura
El Palacio de Congresos de Albacete es un moderno complejo en forma de prisma de 69 metros de ancho por 75 de largo y 16 metros de altura. La fachada, asimétrica, se compone de piezas de vidrio moldeado tipo U-Glass dispuestas como un puzle, que juegan con la permeabilidad, y muros de hormigón teñidos de verde. Es obra del estudio de arquitectura Frechilla & López-Peláez.

## Instalaciones

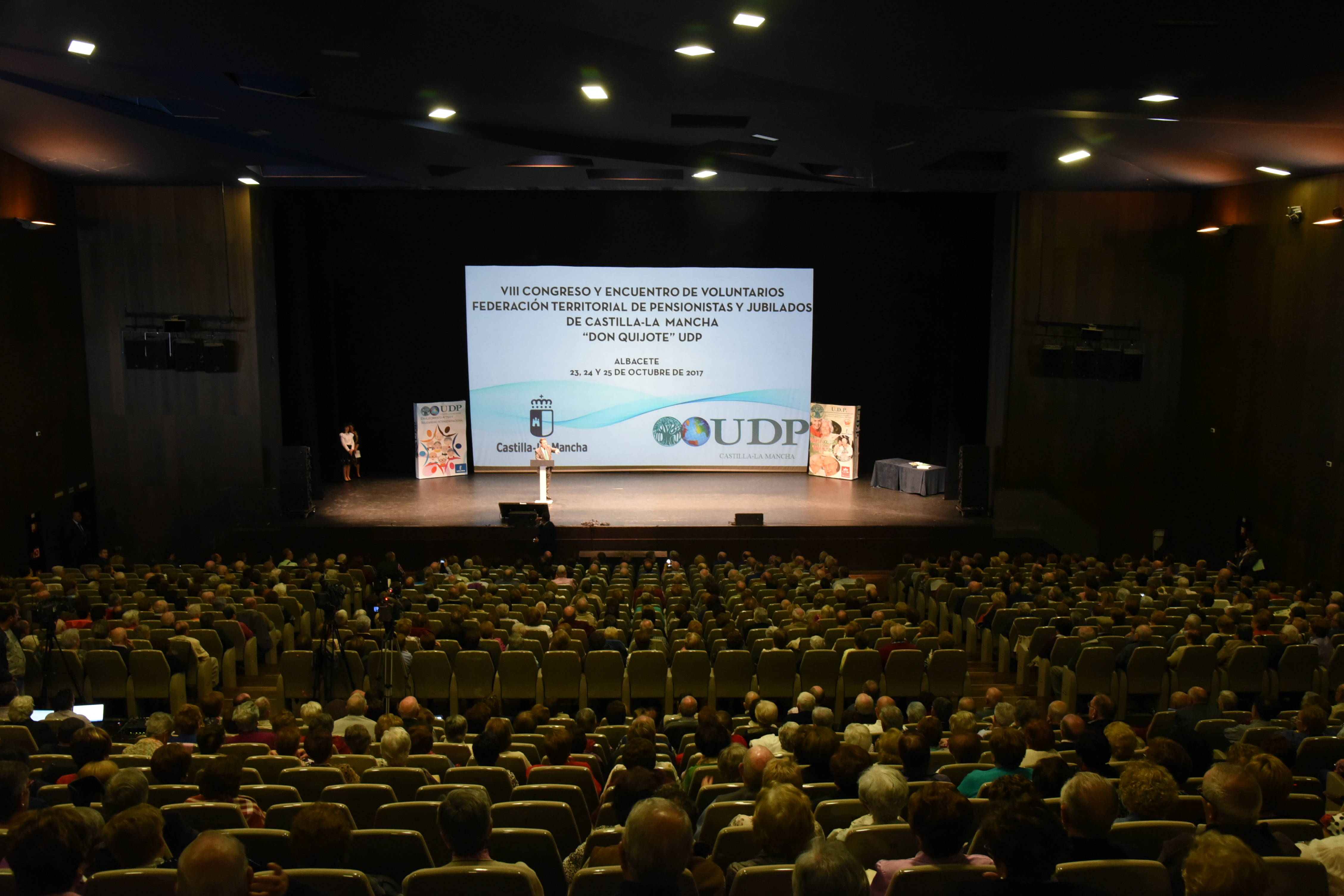
Vista interior del Palacio de Congresos de Albacete

El Palacio de Congresos de Albacete cuenta con una superficie construida de 15 300 m², a la que hay que sumar las instalaciones dedicadas a aparcamiento y a zonas ajardinadas, que amplían la superficie hasta los 39 000 m².
El edificio está compuesto, a grandes rasgos, por un vestíbulo principal de 600 m² y varias salas-auditorio de capacidad variable:
- La Sala Albacete es la sala más amplia, con capacidad para 1200 personas. Su escenario puede ser utilizado como auditorio o teatro.
- La Sala Toledo cuenta con capacidad para 575 personas. Dispone además de despachos para reuniones.
- La Sala Ciudad Real cuenta con capacidad para 120 personas. Está destinada a cursos de formación.

Además, el edificio cuenta con un salón multiusos que se puede convertir en 7 salas, varios salones multiusos y una sala de exposiciones de 900 m² con 15 stands fijos, dos terrazas con jardines, una sala de autoridades, y una sala de prensa. Asimismo, el palacio de congresos cuenta con servicio de cafetería y restaurante a la carta.
El centro ofrece la posibilidad de utilizar equipos de interpretación simultánea de las salas principales en otras salas, así como cobertura para acceso a internet mediante redes wifi y cableado.

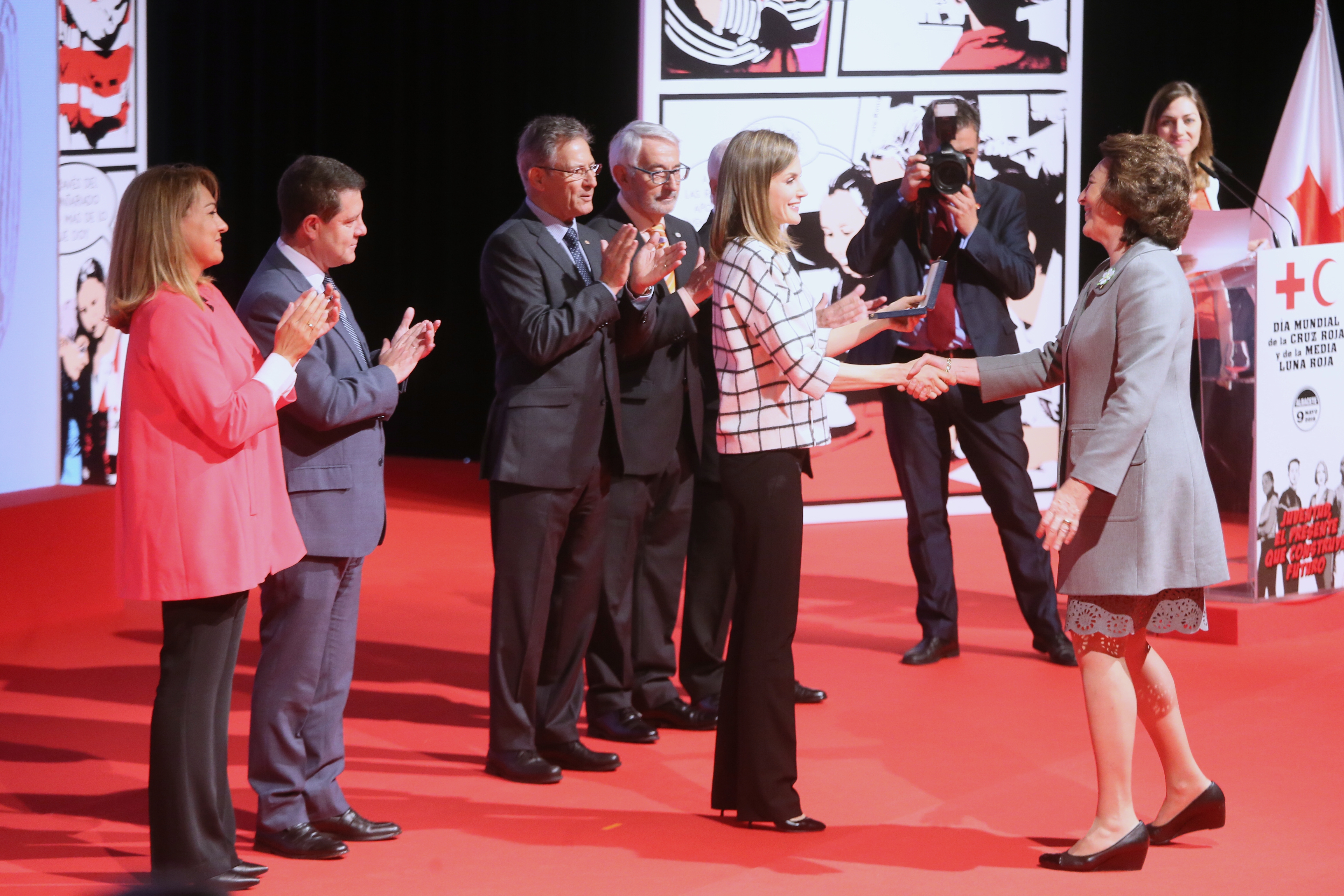
La reina Letizia en la entrega de los Premios de la Cruz Roja durante la celebración del Día Mundial de la Cruz Roja y de la Media Luna Roja en España en 2016. El acto tuvo lugar en uno de los auditorios secundarios del Palacio de Congresos de Albacete.

Junto al palacio de congresos se sitúa el moderno Hotel Beatriz Albacete & Spa, de 4 estrellas, inaugurado en 2009, que cuenta con 204 habitaciones. El hotel cuenta con comunicación directa con el palacio de congresos. Fue reconocido en 2013 por Trivago como el mejor hotel con spa de España.

## Eventos
El Palacio de Congresos de Albacete es un complejo multifuncional en el que se celebran todo tipo de eventos como congresos, ferias, exposiciones, conciertos, obras de teatro, actos políticos, cursos de formación...
Algunos artistas que han actuado en el recinto son, por ejemplo, Raphael, Pasión Vega, Pitingo, Estopa, Sweet California, Immaculate Fools, Café Quijano, David Bisbal, The Waterboys, Maldita Nerea, El Arrebato, Malú, Joan Manuel Serrat, David Bustamante, Antonio Orozco, Chenoa, Miguel Poveda, Manolo Escobar, Rosana o Sergio Dalma.
Musicales que han hecho escala en el Palacio de Congresos de Albacete han sido, por ejemplo, Hoy no me puedo levantar, Tarzán, Chicago, Mamma Mía, Queen, Bollywood, Goodbye Whitney, El mago de Oz, Ballet El lago de los cisnes, El barbero de Sevilla, Aida, La Taberna del Puerto, La Bella Durmiente, Antología de la Zarzuela, Romeo y Julieta, Madame Butterfly, Rigoletto...

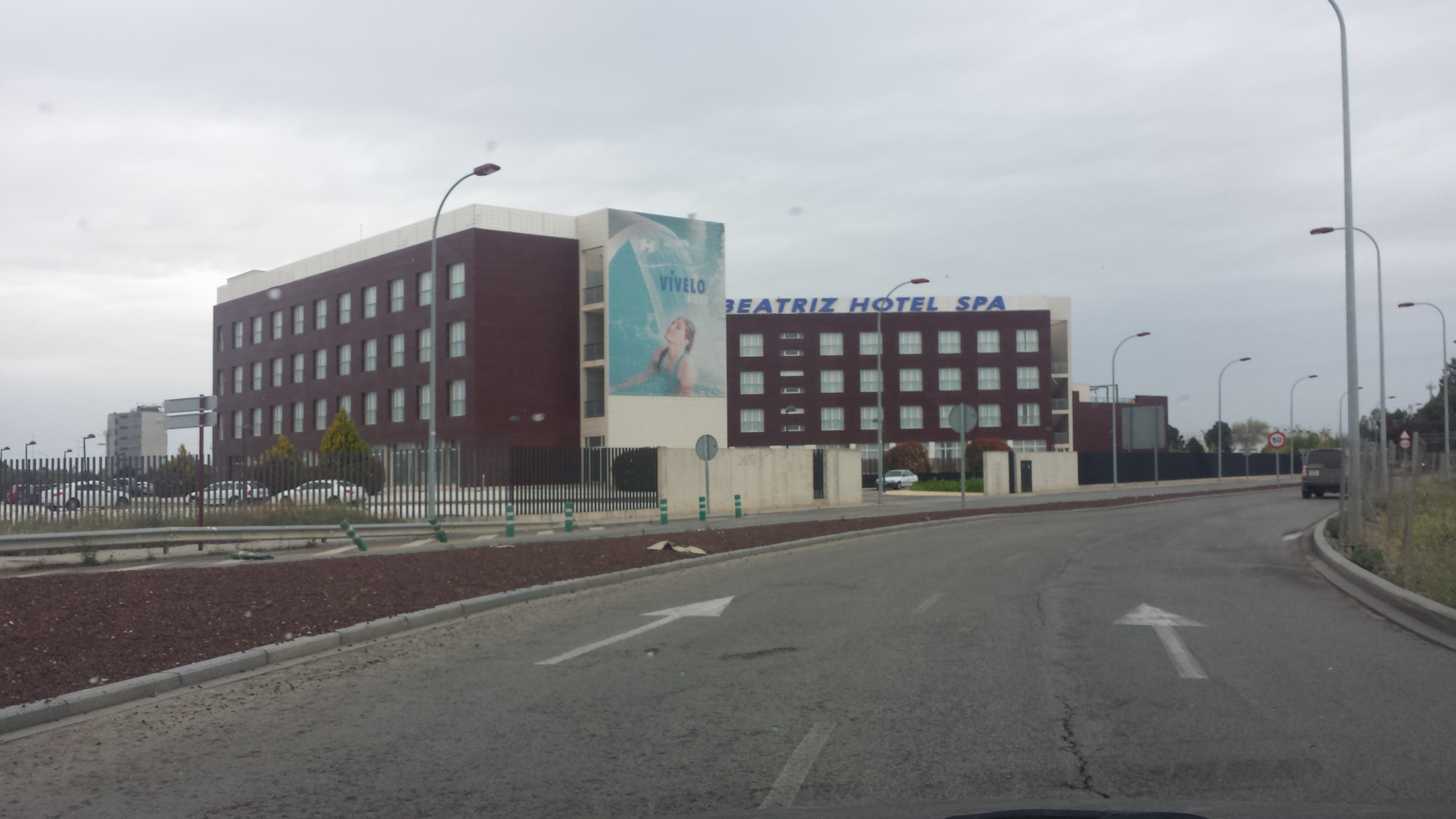
El Hotel Beatriz Albacete & Spa, reconocido en 2013 por Trivago como el mejor hotel con spa de España, cuenta con comunicación directa con el Palacio de Congresos de Albacete.

Además de congresos nacionales e internacionales de todo tipo, como la Convención por el Cambio Climático y la Sostenibilidad en España, el Congreso Mundial de Educación Infantil, el Congreso Nacional de Enfermería, el Congreso de Jóvenes Empresarios, el Congreso Nacional de Podología, el Congreso Mundial del Cambio Climático, el Congreso Nacional de Enología, Contart o el Congreso Nacional de Gastronomía, se celebran convenciones de multinacionales e instituciones como Ratiopharm, Mercedes, Peugeot, Renault Trucks, Herbalife, Repsol, CEOE, Airbus Helicopters...
En el complejo tiene lugar anualmente la AB Fashion Day. En 2010 fue la sede de la celebración del Día de Castilla-La Mancha. El palacio ha acogido eventos tan dispares como la Feria Gallega del Marisco o el Oktoberfest.

## Situación y accesos
El Palacio de Congresos de Albacete está situado al norte de la ciudad, dentro del Parque Empresarial Campollano, cerca del Centro Comercial Imaginalia, del Instituto Técnico Agronómico Provincial (ITAP), de la Junta Central de Regantes de la Mancha Oriental y del Recinto Ferial del IFAB.
El Palacio de Congresos forma parte del complejo integrado por el Hotel Palacio&SPA , gestionado por la misma empresa toledana que se hizo cargo de la construcción desde 2007.
El Hotel Palacio de Albacete dispone de 200 habitaciones dobles , varias de ellas suite , totalmente equipadas para clientes tanto de ocio como para negocios.
Actualmente es el hotel más grande de la provincia de Albacete , y el segundo de toda Castilla-La Mancha.

### Transporte público
En autobús urbano, el palacio de congresos queda conectado mediante las siguientes líneas:
| Línea | Trayecto                                                         | Recorrido | Frecuencia                                         |
| ----- | ---------------------------------------------------------------- | --------- | -------------------------------------------------- |
|       | Barrio San Pedro - Parque Lineal - Parque Empresarial Campollano | Recorrido | 15 minutos                                         |
|       | Ciudad - Parque Empresarial Campollano                           | Recorrido | Salidas 7:20, 8:20, 14:40, 15:20 (desde la ciudad) |